# Uday Kotak

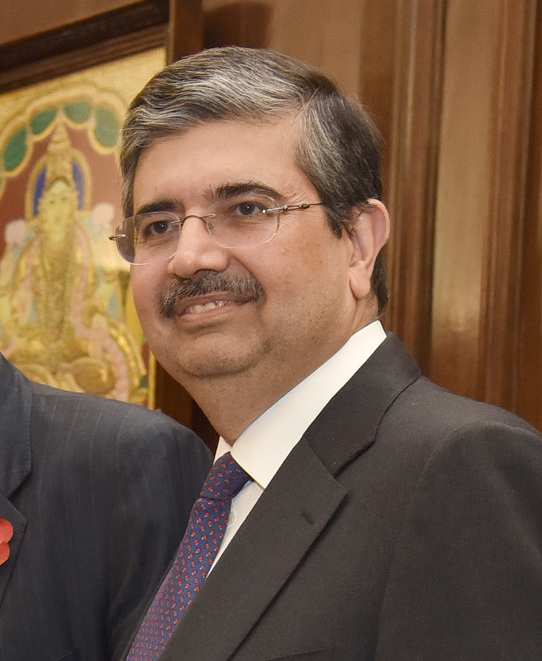
Uday Kotak, 2016

Uday Kotak (* 15. März 1959 in Mumbai, Maharashtra) ist ein indischer Milliardär, Bankier und stellvertretender Vorstandsvorsitzender und Geschäftsführer der Kotak Mahindra Bank.
Forbes schätzte sein Vermögen im Jahr 2022 auf 14,3 Milliarden US-Dollar, womit er zu den reichsten Indern gehört.

## Leben
Kotak wuchs in einer Großfamilie der oberen Mittelklasse in Mumbai auf. Er lebte gemeinsam mit 60 weiteren Familienmitgliedern in einem Haushalt, die sich eine gemeinsame Küche unter einem Dach teilten. Die Familie stammte ursprünglich aus Gujarat und war im Baumwollhandel tätig.
Er erwarb einen Bachelor-Abschluss am Sydenham College und schloss 1982 sein Nachdiplomstudium in Management am Jamnalal Bajaj Institute of Management Studies ab. Er studierte zudem an der University of Mumbai.
Nach seinem MBA-Abschluss gründete Kotak die Kotak Capital Management Finance Ltd (später Kotak Mahindra Finance Ltd). Das Unternehmen mit einem Startkapital von weniger als 80.000 US-Dollar, das er von Familienmitgliedern und Freunden geliehen hatte, wandelte er in ein Finanzdienstleistungskonglomerat mit einem Vermögen von 19 Milliarden US-Dollar (Stand März 2014) und in die viertgrößte Privatbank nach Marktkapitalisierung Indiens mit über 600 Niederlassungen um. 2014 übernahm die Bank das Indien-Geschäft der niederländischen ING Group.
Im Jahr 2015 stieg Kotak in das allgemeine Versicherungsgeschäft ein und arbeitet mit Bharti Airtel und dem Telekom-Magnaten Sunil Mittal zusammen, um eine kleine Zahlungsbank zu gründen.

## Persönliches
Er ist mit Pallavi Kotak verheiratet, hat zwei Kinder und lebt in Mumbai.
Kotak ist Mitglied des hochrangigen Ausschusses für die Finanzierung von Infrastruktur der indischen Regierung, des Primary Market Advisory Committee des Securities & Exchange Board of India und Mitglied des Board of Governors des National Institute of Securities Markets.